# Megalomma circumspectum
Megalomma circumspectum är en ringmaskart som först beskrevs av Moore 1923.  Megalomma circumspectum ingår i släktet Megalomma och familjen Sabellidae. Inga underarter finns listade i Catalogue of Life.